# Fratura do enforcado
Fratura do enforcado ou fratura do pendurado é o nome coloquial dado a uma fratura de ambos os pedículos, ou partes interarticulares, do áxis (Vértebra Cervical 2).

## Causas
A lesão ocorre principalmente por quedas, geralmente em idosos, e acidentes automobilísticos principalmente devido a impactos de alta força causando extensão do pescoço e grande carga axial sobre a vértebra C2. Num estudo realizado na Noruega, 60% das fraturas cervicais notificadas resultaram de quedas e 21% de acidentes motorizados. De acordo com a Agency for Healthcare Research and Quality (AHRQ), o grupo com maior risco de fraturas C2 são os idosos na faixa etária de 65 a 84 anos (39,02%) com risco de quedas (61%) ou acidentes automobilísticos (21 %) nas áreas metropolitanas (94%). Houve 203 altas na faixa etária de 1 a 17 anos; 1.843 de 18 a 44 anos; 2.147 de 45 a 64 anos, 4.890 de 65 a 84 anos e 3.440 de 85 anos ou mais. O sexo feminino foi responsável por 54,45% das ocorrências enquanto o sexo masculino representou os outros 45,38%.

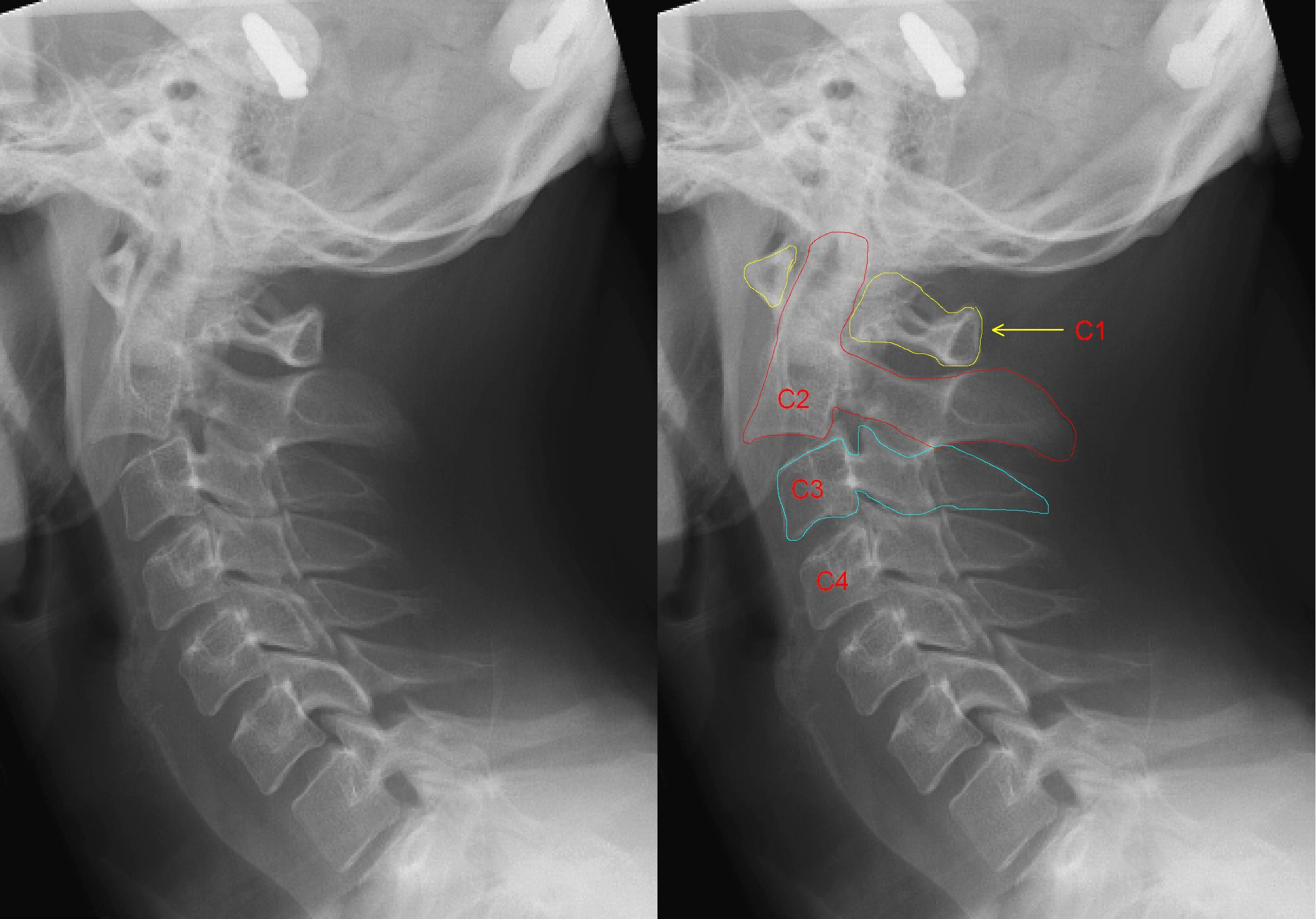
Radiografia da coluna cervical com fratura do pendurado. Esquerda sem, direita com anotação. Pode-se ver claramente que C2 (contorno vermelho) avança em relação a C3 (contorno azul).

## Mecanismos físicos

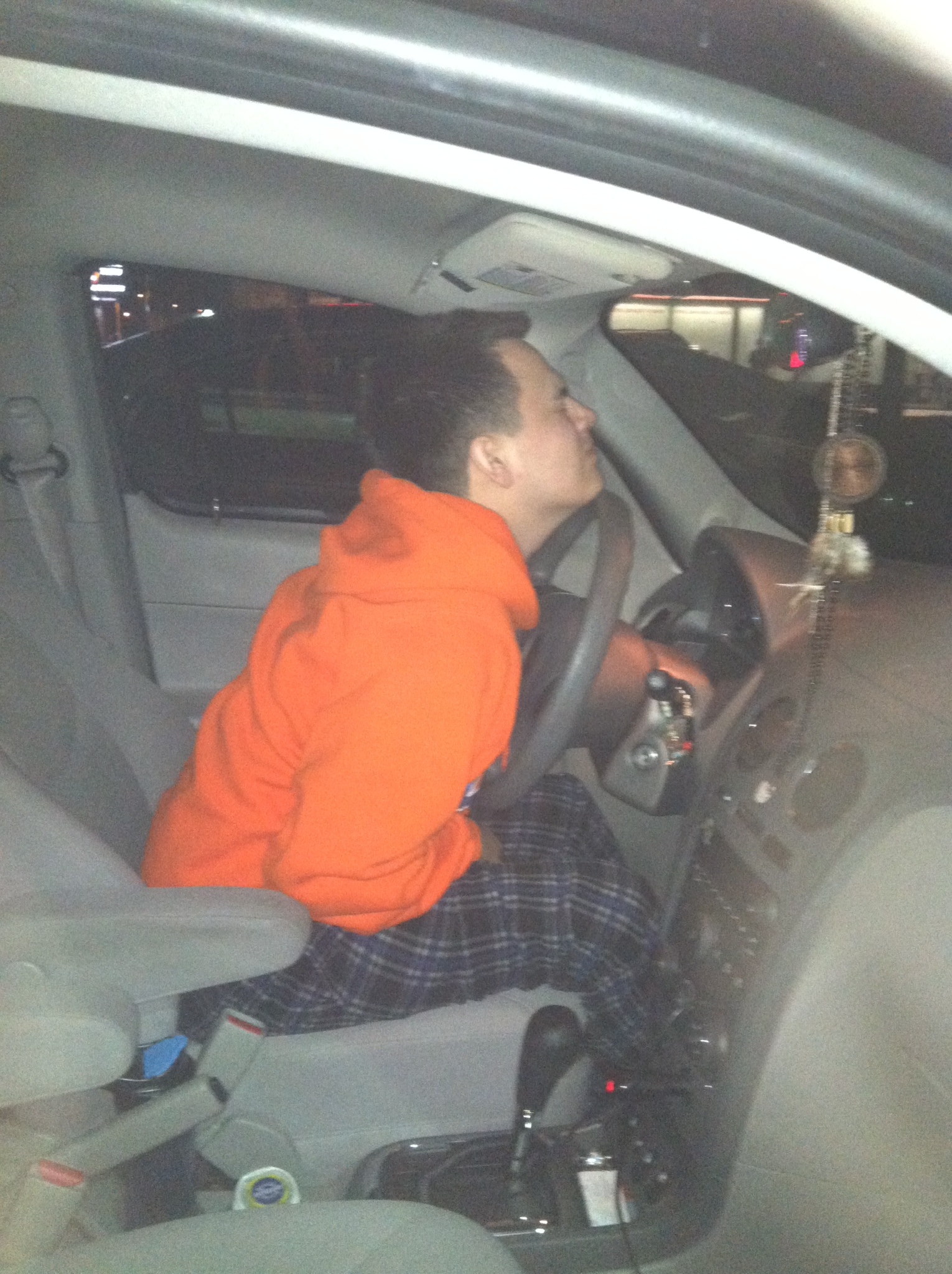
Uma demonstração de um mecanismo comum de fratura do enforcado em um acidente de carro

O mecanismo da lesão é a hiperextensão forçada da cabeça, geralmente com distração do pescoço. Isso comumente ocorre durante o enforcamento, quando o laço foi colocado abaixo do queixo do condenado. Quando o sujeito caísse, a cabeça seria forçada à hiperextensão pelo peso total do corpo, força suficiente para causar a fratura. Apesar de sua longa associação com enforcamentos judiciais, um estudo de uma série de enforcamentos mostrou que apenas uma pequena minoria de enforcamentos produziu uma fratura do pendurado.
Além dos enforcamentos, o mecanismo da lesão – uma hiperextensão súbita e vigorosa centrada logo abaixo do queixo – ocorre principalmente com lesões por desaceleração, nas quais o rosto ou o queixo da vítima atinge um objeto inflexível com o pescoço em extensão. O cenário mais comum é um acidente automobilístico frontal com passageiro ou motorista desenfreado, com a pessoa batendo no painel ou no para-brisa com o rosto ou o queixo. Outros cenários incluem quedas, lesões por mergulho e colisões entre jogadores em esportes de contato.
Embora a fratura do enforcado seja instável, a sobrevivência dessa fratura é relativamente comum, pois a própria fratura tende a expandir o canal espinhal no nível C2. Não é incomum que os pacientes procurem tratamento e tenham essa fratura descoberta nas radiografias. Somente se a força da lesão for grave o suficiente para que o corpo vertebral de C2 seja gravemente subluxado de C3 é que a medula espinhal é esmagada, geralmente entre o corpo vertebral de C3 e os elementos posteriores de C1 e C2.

## Prevenção

### Acidentes automobilísticos
Mais comumente, isso pode ocorrer durante um acidente de carro. Uma pessoa envolvida em um acidente de carro, principalmente sem cinto de segurança, pode bater o queixo no volante, painel ou para-brisa, causando a hiperextensão. Por isso a utilização do cinto de segurança é um dos principais métodos para evitar este tipo de lesão nas devidas circunstâncias além de prevenir outros tipos de lesão.

### Esportes de contato
Cair e colidir com outras pessoas em um esporte de contato também pode causar essa fratura. A queda faz com que o peso do corpo force a hiperextensão. Em esportes de contato total, como futebol americano e rugby, mergulhar em busca da bola pode fazer com que o jogador caia de cabeça, forçando o pescoço à hiperextensão. O empilhamento adicional de jogadores em cima de um jogador lesionado adiciona mais peso e pode levar a novas ocorrências desta fratura.